# Список умерших в 1197 году

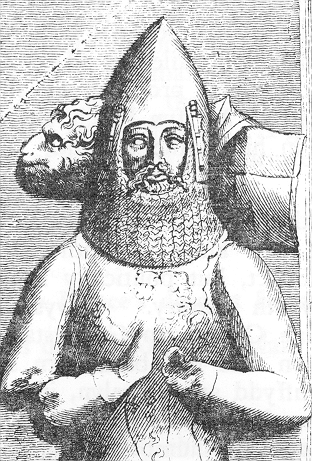
Рис ап Грифид

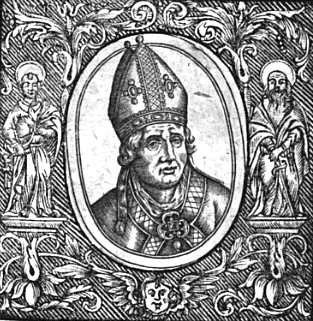
Генрих Бржетислав

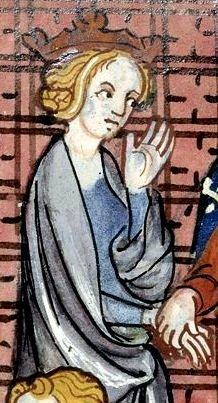
Маргарита Французская

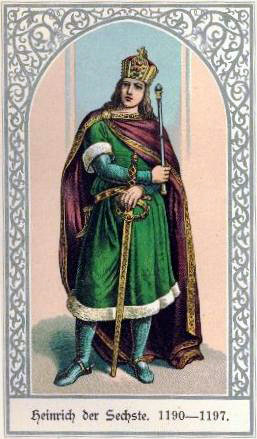
Генрих VI

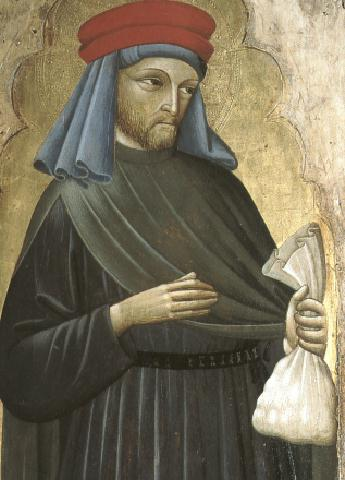
Святой Гомобон

В этой статье представлен список известных людей, умерших в 1197 году.
См. также: Категория:Умершие в 1197 году

## Январь
- 31 января — Уильям де Лоншан — Лорд-канцлер Англии (1189—1197).

## Февраль
- 19 февраля — Фиданцио — Кардинал-священник Сан-Марчелло (1193—1197)

## Апрель
- 14 апреля — Генрих I фон Берг[нем.] — епископ Пассау (1169—1172), епископ Вюрцбурга (как Генрих III) (1191—1197).
- 23 апреля — Давыд Ростиславич — князь Новгородский (1154—1155), князь Торжокскии (1158—1160), князь Витебский (1165—1167), князь Вышгородский (1167—1180, князь Смоленский (1180—1197).
- 28 апреля — Рис ап Грифид — король Дехейбарта (1155—1197)

## Июнь
- 15 июня — Генрих Бржетислав — князь Чехии (1193—1197).

## Июль
- 1 июля — Гертруда Баварская — герцогиня-консорт Швабии (1166—1167), как жена Фридриха IV, королева-консорт Дании (1182—1197) как жена Кнуда VI.

## Август
- 6 августа — Маргарита Херефордская[англ.] — английская аристократка, жена Хамфри III де Богуна
- 24 августа — Готфрид II фон Гогенлоэ[нем.] — епископ Вюрцбурга (1197)
- 28 августа — Дирк I[англ.] — епископ Утрехта (1197)

## Сентябрь
- 1 сентября — Маргарита Французская — королева-консорт Англии (1172—1183) как жена Генриха Молодого, королева-консорт Венгрии (1186—1196) как жена Белы III
- 10 сентября — Генрих II — граф Шампани (Генрих II, 1181—1197), король Иерусалима (Генрих I, 1192—1197)
- 28 сентября — Генрих VI — король Германии (1169—1197), император Священной Римской империи (1191—1197) и король Сицилии (1194—1197).

## Октябрь
- 14 октября — Эрменгарда, виконтесса Нарбонна (1134—1192).
- 29 октября — Бурхануддин аль-Маргинани — среднеазиатский мыслитель, ученый и философ, исламский законовед-факих, богослов, получивший в исламском мире титул Шейх-уль-ислам.

## Ноябрь
- 13 ноября — Святой Гомобон — святой римско-католической церкви, покровитель ткачей, бизнесменов и промышленников, а также города Кремона.

## Дата неизвестна или требует уточнения
- Абу аль-Хасан ибн Муса ибн Арфа Ра’а[англ.] — мусульманский химик и алхимик, ремесленник и писатель, автор алхимического трактата «Шудхур ад-Дахаб» («Золотой блеск»).
- Абу Мадьян — известный североафриканский суфий являющийся по одной из версий одним из шейхов в цепи преемственности тариката Кадырия.
- Альбино — Кардинал-дьякон Санта-Мария-Нова (1182—1185), Кардинал-епископ Альбано (1189—1197)
- Арнольд фон Исенбург[англ.] — епископ Утрехта (1196—1197)
- Ахситан I — Ширваншах Ширвана (1160—1197), перенёс столицу в Баку
- Бури-Боко, знатный нойон из рода кият-борджигин.
- У (императрица, династия Сун)[англ.] — императрица-консорт Китая из династии Сун (1143—1197), жена Гао-цзуна.
- Гильом IX, граф Оверни и Клермона (1194—1197).
- Гюнтер IV (II) — граф Кефернбурга с 1160, граф Шварцбурга с 1184
- Имад ад-дин Занги II ибн Мавдуд[фр.] — последний зангидский эмир Алеппо (1181—1183).
- Кутб ад-Дин Мелик-шах, удельный правитель (малик) Себастии (Сиваса) и Архелаи (Аксарая) (с 1186), фактический правитель Иконья (1190—1192).
- Ли Ди, китайский художник.
- Йон Лоптссон[англ.] (Йон сына Лофта) — исландский годи и диакон, глава клана из Одди — Оддаверьяр.
- Маргарит из Бриндизи — последний из великих адмиралов (ammiratus ammiratorum) Сицилийского королевства, первый маркграф Кефалинии и Закинфа (1185—1194), первый граф Мальты (1192—1194), умер в заключении.
- Этьенетта де Мийи — леди Трансиордании (1168—1189).
- Онфруа IV де Торон — лорд Торона (1179—1183, 1190—1192), лорд Трансиордании (1187—1189)
- Оуайн Кивейлиог — первый король Южного Поуиса (1160—1195)
- Пётр IV — царь Болгарии (1185—1197), убит в результате заговора.
- Сача-беки, предводитель монгольского племени джуркинов.
- Юсуф ибн Али ас-Санхаджи, праведник, живший в Марракеше.